# ريتش قود
ريتش قود (بالإنجليزية: Rich Good)‏ هو موسيقي بريطاني، ولد في 17 يونيو 1974 في كرولي في المملكة المتحدة.

## وصلات خارجية
- ريتش قود على موقع ميوزك برينز (الإنجليزية)